# CCN Cycling Team/Saison 2012
Dieser Artikel listet Erfolge und Fahrer des Radsportteams CCN Cycling Team in der Saison 2012 auf.

## Erfolge in der UCI Asia Tour
Bei den Rennen der UCI Asia Tour im Jahr 2012 gelangen dem Team nachstehende Erfolg.
| Datum   | Rennen                      | Kat. | Fahrer          |
| ------- | --------------------------- | ---- | --------------- |
| 7. Juni | 4. Etappe Tour de Singkarak | 2.2  | John Bohn Ebsen |

## Mannschaft
| Name                                     | Geburtstag         | Nationalität           | Team 2011                         |
| ---------------------------------------- | ------------------ | ---------------------- | --------------------------------- |
| Muhammad I'maadi Abd Aziz                | 21. November 1992  | Brunei                 | Neoprofi                          |
| Muhammad Raihaan Abd Aziz (bis 31. Juli) | 11. April 1988     | Brunei                 | Neoprofi                          |
| Azmi Abd Hadzid                          | 12. September 1991 | Brunei                 | Neoprofi                          |
| Ahmad Nurhaziq Ajab                      | 9. Oktober 1993    | Brunei                 | Neoprofi                          |
| Mohamad Azizi Bin Kamal                  | 5. März 1988       | Brunei                 | Neoprofi                          |
| Mohammad Nurhaimin Awang (bis 31. Juli)  | 9. August 1989     | Brunei                 | Neoprofi                          |
| Fito Bakdo Prilanji                      | 5. April 1991      | Indonesien             | Neoprofi                          |
| Darren Benson                            | 6. Mai 1974        | Australien             | Neoprofi                          |
| John Bohn Ebsen                          | 15. November 1988  | Dänemark               | Neoprofi                          |
| Rob Gitelis                              | 23. Oktober 1967   | Vereinigte Staaten     | Neoprofi                          |
| Ahmad Rifa'ie Johor                      | 28. September 1992 | Brunei                 | Neoprofi                          |
| Lex Nederlof                             | 10. Juni 1966      | Niederlande            | Fondas Imabo-Doorisol Team (2005) |
| Lee Rodgers (ab 1. Juni)                 | 16. Mai 1972       | Vereinigtes Königreich | RTS Racing Team                   |
| Timo Scholz                              | 30. Juni 1972      | Deutschland            | Team Notebooksbilliger.de (2007)  |
| Sean Smith                               | 27. Dezember 1976  | Vereinigte Staaten     | Neoprofi                          |
| Abdul Hatiz Surawadi Bin Md Tamin        | 1. September 1991  | Brunei                 | Neoprofi                          |